# Neoscirula saitoi
Neoscirula saitoi är en spindeldjursart som beskrevs av Lin och Zhang 2002. Neoscirula saitoi ingår i släktet Neoscirula och familjen Cunaxidae. Inga underarter finns listade i Catalogue of Life.